# Jan Komasa
Jan Tadeusz Komasa est un réalisateur et scénariste polonais, né le 28 octobre 1981 à Poznań.

## Filmographie
- 2006 : Oda do radości - segment Warszawa
- 2007 : Spływ
- 2011 : La Chambre des suicidés (Sala samobójców)
- 2014 : Insurrection (Miasto 44)
- 2014 : L'Insurrection de Varsovie (Powstanie Warszawskie) (documentaire)
- 2019 : La Communion (Boże Ciało)
- 2020 : Le Goût de la haine (Hejter)

## Distinctions

### Récompenses
- Camerimage 2011 : meilleur film polonais pour La chambre des suicidés
- Festival du film polonais 2011 : Lion d'argent pour La chambre des suicidés
- Festival du film polonais 2019 : meilleur réalisateur, ainsi que le prix de la presse et du public, pour La Communion

### Nominations
- Berlinale 2011 : meilleur film pour La chambre des suicidés
- Camerimage 2011 : meilleur premier film pour La chambre des suicidés
- Festival du film polonais 2014 : meilleur film pour Insurrection
- Camerimage 2016 : meilleur clip musical pour Lost Me de Mary Komasa
- European Film Award 2020 : meilleur film et meilleur directeur pour La Communion
- Césars 2021 : meilleur film étranger pour La Communion
- Goyas 2021 : meilleur film européen pour La Communion